# Hubert Laws
Hubert Laws (ur. 10 listopada 1939 w Houston) – amerykański flecista jazzowy, kompozytor i aranżer. Wykonuje również muzykę klasyczną. Laureat NEA Jazz Masters Award 2011.

## Dyskografia
- The Laws of Jazz (1964)
- Flute By-Laws (1966)
- Laws' Cause (1968)
- Crying Song (1969)
- Afro-Classic (1970)
- The Rite of Spring (1971)
- Wild Flower (1972)
- Morning Star (1972)
- Carnegie Hall (1973)
- In the Beginning (1974)
- The Chicago Theme (1975)
- The San Francisco Concert (1975)
- Romeo & Juliet (1976)
- Family (1980)